# Noël Akchoté
Noël Akchoté est un guitariste et compositeur français né à Paris le 7 décembre 1968. Il est également acteur, producteur et chroniqueur.
Du jazz à l’improvisation, en passant par la chanson, le rock, la variété, le blues, la musique classique ou la musique de film, son parcours et ses pratiques permettent difficilement de lui attribuer un style précis, pas plus qu’une appartenance à un courant ou à un milieu musical spécifique.

## Biographie
Noël Akchoté est le frère de SebastiAn, de son vrai nom Sébastien Akchoté, qui est un musicien français de musique électronique, évoluant sur le label Ed Banger Records et de Stéphane Akchoté.
C'est à 8 ans qu'il commence la guitare, puis il jouera et apprendra notamment avec Tal Farlow, Barney Wilen, Chet Baker, Philip Catherine, John Abercrombie.
Au début des années 1990, il s'éloigne du jazz pur pour s'intéresser davantage à une musique improvisée plus expérimentale. Il  joue dans les groupes de Henri Texier, Louis Sclavis, Daniel Humair, Jacques Thollot, Sam Rivers mais également avec Derek Bailey, Eugene Chadbourne, Fred Frith, Evan Parker, Lol Coxhill, Tim Berne ou George Lewis et Trash Corporation.
En 1991, il fonde l'Astrolab, laboratoire musical créé au début des Instants chavirés avec Thierry Madiot et en collaboration avec Benoit Delbecq et Daniel Beaussier qui se poursuivra jusqu'à fin 1994.
En 1992, il reçoit le prix de composition du concours national de jazz de la Défense.
En 1996, il rencontre Quentin Rollet aux Instants Chavirés à Montreuil et décident de monter ensemble le label Rectangle qui sera actif jusqu’en 2003 et publiera en tout une cinquantaine de disques. À l’occasion du disque Morceaux Choisis, qui réunit les Recyclers et des chanteurs, il entame une collaboration avec Katerine qui se poursuit aujourd’hui encore (notamment au cinéma). Rectangle a produit 2 albums de Jean-Louis Costes que Noël Akchoté invite désormais régulièrement sur ses disques « Cabaret ». Le label a également découvert Red en produisant son premier disque Felk, puis une reprise de l’intégralité de l’album Songs From A Room de Leonard Cohen. Red participe lui aussi aux « Cabarets ». Il a également participé à deux disques d’entretiens, l’un entre les Straub et Thierry Jousse, et l’autre avec la contrebassiste Joëlle Léandre.
En 1999, il commence une série d'enregistrements solos intitulés « Joseph » qui donneront lieu à 3 albums jusqu’en 2003.
Il a depuis collaboré avec David Grubbs, Luc Ferrari, David Sylvian, Bruno Letort, Jim G. Thirlwell (pour son groupe Steroïd Maximus), Max Nagl (actuellement encore au sein du quatuor jazz Big Four), Andrew Sharpley, Jean-François Pauvros, Richard Pinhas ou le groupe Earth de Dylan Carlson.
Ses deux derniers disques solos pour le label allemand Winter & Winter sont consacrés à la musique du guitariste Sonny Sharrock (Sonny II en 2004) et à celle de Kylie Minogue (So Lucky en 2007). Parallèlement, il réalise pour la série « AudioFilms » de ce label des « Cabarets » enregistrés en public et réunissant des musiciens d’horizons toujours très variés. Il est également directeur musical de l’opéra Der Kastanienball – The Fall of Lucrezia Borgia sur un livret de Stefan Winter.
Noël Akchoté est membre de la rédaction du magazine musical autrichien Skug.
Il a travaillé sur les films de Thierry Jousse aussi bien comme acteur qu’en réalisant la bande originale de son premier long métrage Les Invisibles.
En 2007, il rédige la préface du livre Musiques expérimentales du journaliste Philippe Robert.
En 2011, après avoir vécu dix ans à Vienne (Autriche) puis Cracovie (Pologne), il se lance dans une série de relectures de la musique vocale ancienne (Médiévale, Renaissance, Baroque puis instrumentale contemporaine ou classique), enregistrant à la guitare les répertoires de Carlo Gesualdo, Guillaume de Machaut, Hildegarde de Bingen, Jean-Sébastien Bach, Iannis Xenakis ou John Cage.

## Discographie

### En tant que leader
- 2018 - Cheshire Hotel – The New School for Jazz and Contemporary Music's Improv Ensemble (Digital Release, CHEH-303, Noël Akchoté Downloads, Conducted by Mary Halvorson, Patricia Brennan)
- 2017 - KCS (Kansas City Sessions) (Digital Release, KCS-003, Noël Akchoté Downloads, avec Mary Halvorson, Han Bennink, Brad Jones, Joachim Badenhorst)
- 2017 - Circle Round (Digital Release, BJNA-003, Noël Akchoté Downloads, avec Brad Jones)
- 2017 - Annometry / Be My Guest (Digital Release, BMG-009, Noël Akchoté Downloads, avec Joachim Badenhorst)
- 2016 - Mary Halvorson & Noël Akchoté (Digital Release, MHNA-002, Noël Akchoté Downloads, avec Mary Halvorson)
- 2016 - Sarah Murcia & Noël Akchoté (Digital Release, SMNA-002, Noël Akchoté Downloads, avec Sarah Murcia)
- 2014 - Gesualdo: Madrigals for Five Guitars (CD, BC26, Blue Chopsticks / Drag City, avec Adam Levy, David Grubbs, Doug Wamble, Julien Desprez)
- 2013 - Green Lands (Digital Release, Noël Akchoté Downloads)
- 2013 - Black Album (Digital Release, Noël Akchoté Downloads)
- 2007 - So Lucky(Plays Kylie Minogue) (CD, Winter & Winter)
- 2004 - Sonny II (Plays The Music Of Sonny Sharrock) (CD, Winter & Winter)
- 2004 - Adult Guitar (CD, Compilation éditée par David Grubbs, Blue Chopsticks)
- 2003 - Perpetual Joseph (CD, Rectangle)
- 2002 - ¿lennyk.co.uk? (Featureless Electronic Soundscape #261) (CD, avec Erik Minkkinen, Andy Bolus et Andrew Sharpley, Signature / Radio France)
- 2001 - Simple Joseph (CD, Rectangle)
- 2000 - Rien (avec Erik Minkkinen, Andrew Sharpley, Photos Daido Moriyama, Winter & Winter)
- 1999 - Alike Joseph (CD, Rectangle)
- 1999 - J’en Doute Encore (notes sur le travail) (CD avec Pakito Bolino, Stupeur & Trompette)
- 1998 - Lust Corner (CD avec Marc Ribot et Eugene Chadbourne, Photos Nobuyoshi Araki, Winter & Winter)
- 1998 - Xmas Songs (7" avec Phil Minton et Lol Coxhill, Rectangle)
- 1997 - Somewhere Bi-Lingual (CD avec Evan Parker, Paul Rogers et Mark Sanders, Siesta Records)
- 1997 - My Chelsea (CD avec Phil Minton et Lol Coxhill, Rectangle)
- 1996 - Réel (10" avec Fred Frith, Rectangle)
- 1996 - Close To The Kitchen (LP avec Derek Bailey, Rectangle & 2003, CD, Blue Chopsticks)
- 1996 - The Story of Ball Paul (CD avec Anna Luif, Amanita)
- 1995 - Les Films de Ma Ville (CD, V/A, Compilation Les Disques Nato, Produit par Jean Rochard)
- 1995 - Red Boot (EP CD, de Mao Tse Toung Noise Project, avec Dom Farkas, Hélène Labarrière et Erik Borelva, Deux Z)
- 1995 - Picture(s) (One Side LP, Rectangle)
- 1994 - L'Amour (CD, Compilation, avec Julien Lourau, Deux Z)
- 1994 - Soundpage(s) (CD avec Julien Lourau, Yves Robert, François Merville, Daniel Casimir, Thierry Madiot, Steve Argüelles, Dom Farkas, Deux Z)

### En solo
- - 2017 - Fallacious (Digital Release, Studio Album, FLL-003, Noël Akchoté Downloads)
  - 2017 - All I Should've Said (Digital Release, Studio Album, ASV-012, Noël Akchoté Downloads)
  - 2017 - All I Forgot to Say (Digital Release, Studio Album, AFS-011, Noël Akchoté Downloads)
  - 2017 - All I Have to Say (Digital Release, Studio Album, ASH-010, Noël Akchoté Downloads)
  - 2014 - Ovos Novos (Pour Guitare Synthétiseur), (Digital Release, OVN-2, Noël Akchoté Downloads)
  - 2014 - Slow Low  (Pour Guitare Synthétiseur), (Digital Release, SLW-2, Noël Akchoté Downloads)
  - 2014 - Modular Meets Granular (Pour Guitare Synthétiseur), (Digital Release, MMG-2, Noël Akchoté Downloads)
  - 2014 - Electrools (Digital Release, Noël Akchoté Downloads)
  - 2014 - Electroons (Digital Release, Noël Akchoté Downloads)
  - 2014 - HayDays I, II & III (Digital Release, Noël Akchoté Downloads)
  - 2014 - I Remember You Vol. 1 & 2 (A Tribute to Chet Baker) (Digital Release, Noël Akchoté Downloads)
  - 2014 - I Love Fusion I & II (Digital Release, Noël Akchoté Downloads)
  - 2014 - Roots in Jazz (Digital Release, Noël Akchoté Downloads)
  - 2014 - Jazzsteady (Digital Release, Noël Akchoté Downloads)
  - 2014 - Jazz Dread (Digital Release, Noël Akchoté Downloads)
  - 2014 - Zion Swang (Digital Release, Noël Akchoté Downloads)
  - 2014 - Woods Series: Ab, Eb, Db, Bb, F#, G, Noël Akchoté Trio (6 x Digital Release, Noël Akchoté Downloads)
  - 2014 - Bhangra Jazz Vol. 3 - Vol. 10 (8 X Digital Release, Noël Akchoté Downloads)
  - 2013 - Ground (Digital Release, Noël Akchoté Downloads)
  - 2013 - Flood (Digital Release, Noël Akchoté Downloads)
  - 2013 - Twelve Bars (Digital Release, Noël Akchoté Downloads)
  - 2013 - Bhangra Jazz Vol. 2 (Digital Release, Noël Akchoté Downloads)
  - 2013 - Bhangra Jazz (Digital Release, Noël Akchoté Downloads)
  - 2013 - L., C. & P. (Larry, Christian & Philip) (Digital Release, Noël Akchoté Downloads)
  - 2013 - F-Joseph (Digital Release, Noël Akchoté Downloads)
  - 2013 - Z-Joseph (Digital Release, Noël Akchoté Downloads)
  - 2013 - Y-Joseph (Digital Release, Noël Akchoté Downloads)
  - 2013 - X-Joseph (Digital Release, Noël Akchoté Downloads)
  - 2011 - 175-D (Digital Release, Noël Akchoté Downloads)
  - 2011 - Meeting R.T. (A René Thomas Tribute) (Digital Release, Noël Akchoté Downloads)
  - 2011 - Revolver Vol. 1 & Vol. 2 (Digital Release, Noël Akchoté Downloads)
  - 2011 - Tenderly : 202 Standards (Digital Release, Noël Akchoté Downloads)
  - 2011 - 101 Standards (Digital Release, Noël Akchoté Downloads)
  - 2011 - Framus (Digital Release, Noël Akchoté Downloads)
  - 2011 - Vortex (Live 1998) (Digital Release, Noël Akchoté Downloads)
  - 2011 - Early Joseph (Digital Release, Noël Akchoté Downloads)
  - 2011 - Re : Joseph, Vol. 1 & Vol. 2 (Digital Release, Noël Akchoté Downloads)
  - 2011 - Szeroka Street : Chassidics Vol. 1 (Digital Release, Noël Akchoté Downloads)
  - 2011 - Szeroka Street : Yiddish Songs, Vol. 1 & Vol. 2 (Digital Release, Noël Akchoté Downloads)
  - 2011 - Szeroka Street : Klezmer Classics, Vol. 1 & Vol. 2 (Digital Release, Noël Akchoté Downloads)
  - 2011 - Caster Love Roads (Digital Release, Noël Akchoté Downloads)
  - 2011 - Pink Lady! (Digital Release, Noël Akchoté Downloads)
  - 2011 - Joyous Blake (A Pat Martino Tribute) (Digital Release, Noël Akchoté Downloads)
  - 2011 - Shit Bag Song (Digital Release, Noël Akchoté Downloads)

### Collaborations & sideman
- 2024 - MMXXIV AD (Ayler Records, duo avec Philippe Deschepper)
- 2017 - J'aime Tes Genoux (Digital Release, SMNA-003, Noël Akchoté Downloads, avec Sarah Murcia)
- 2016 - Clara de Asís & Noël Akchoté (Digital Release, AAC-1, Noël Akchoté Downloads)
- 2014 - Frets-Ola (Digital Release, FOA-3, EP, Noël Akchoté Downloads, avec Charlie Rauh)
- 2014 - Strand (avec Julien Desprez, Digital Release, Noël Akchoté Downloads)
- 2014 - Variety (Duo avec Luís Lopes, Digital Release, Noël Akchoté Downloads)
- 2014 - Rickety-Doo (avec Naim Amor, Digital Release, Noël Akchoté Downloads)
- 2014 - Dark Ding Dong (avec Augustin Brousseloux, Digital Release, Noël Akchoté Downloads)
- 2013 - Room (avec Arthur Narcy, Digital Release, Noël Akchoté Downloads)
- 2013 - Opus (avec Hans-Joachim Roedelius, Digital Release, Noël Akchoté Downloads)
- 2012 - Periscope : 2012 Lyon (avec Richard Pinhas, Digital Release, Noël Akchoté Downloads)
- 2012 - 1997 Paris (avec Dominique Pifarély, Tony Marsh, Digital Release, Noël Akchoté Downloads)
- 2012 - Lisboa 2011 (avec Manuel Mota, Digital Release, Noël Akchoté Downloads)
- 2012 - Acid Rain (CD, avec Jean-Marc Foussat, Roger Turner, Ayler Records)
- 2011 - Coco Love In M. (avec SebastiAn, Digital Release, Noël Akchoté Downloads)
- 2011 - Tetuzi Akiyama & Noël Akchoté (Digital Release, Noël Akchoté Downloads)
- 2011 - Paris 1997 (Live In) (avec Tom Cora, Alfred Spirli, Digital Release, Rectangle)
- 2011 - Wels, Mulhouse, Paris & Lyon (avec Steve Beresford, Andrew Sharpley, 3 x Digital Release, Noël Akchoté Downloads)
- 2011 - Jazzgot : One - Six (Warszawa 2003) (avec Mikołaj Trzaska, Raphael Rogiński, India Czajkowska, 6 x Digital Release, Noël Akchoté Downloads)
- 2011 - Seul Au Sommet (2000) (Digital Release avec Pascal Bouaziz, Quentin Rollet et Charlie O., Rectangle)
- 2010 - I Never Meta Guitar (Solo Guitars For The 21st Century) (CD, Collectif avec Mary Halvorson, Nels Cline, Elliott Sharp, Brandon Ross, etc Clean Feed)
- 2007 - Social Hide and Seek (de Red, Universal)
- 2004 - Ecume ou bave (avec Jean-François Pauvros et Red, Signature/Radio France)
- 2003 - Impro-Micro-Acoustique (De Luc Ferrari, Noël Akchoté et Roland Auzet, Blue Chopsticks)
- 2002 - 33 (de Red, Producteur, Universal)
- 2002 - Duets 2 (Rahsaan Roland Kirk) (de Ramon Lopez, Leo Records)
- 2000 - Love your smile (de AE, avec Andrew Sharpley et Emiko Ota, Fresh Air)
- 2000 - Quelque part (de Mendelson, Lithium)
- 2000 - Bande originale (de Luigee Trademarq, Producteur, Rectangle)
- 2000 - Translucide (de Vincent Courtois, Enja Records)
- 1998 - Live at Les Instants Chavirés (de Evan Parker avec Lawrence Cassereley, Joel Ryan, Leo Records)
- 1998 - Beautiful Contradiction (de Aki Onda, avec Blixa Bargeld, Simon Fisher-Turner, Linda Sharrock, Steven Bernstein, Bernard Vitet, All Access)
- 1997 - Buenaventura Durruti (CD avec Phil Minton, Collectif, Les Disques Nato)
- 1997 - ICIS (CD de Guillaume Orti, In Situ)
- 1997 - Valdun (Voices of Rumantsch) (CD de Corin Curschellas, avec Marc Ribot, Robert Quine, Christian Marclay, Peter Scherer, MGB)
- 1996 - Configurations (CD de Sam Rivers, avec Jacques Thollot, Tony Hymas et Paul Rogers, Les Disques Nato)
- 1996 - Vivre encore (7" de Jean-Louis Costes, avec Didier Petit, Rectangle)
- 1996 - Island songs (CD de Mike Cooper, Les Disques Nato, Produit par Jean Rochard)
- 1995 - Remake of the American Dream (CD de Tony Hymas & Barney Bush, Les Disques Nato, Produit par Jean Rochard)
- 1995 - Machination (CD, de Hélène Labarrière avec Ingrid Jensen, Deux Z)
- 1995 - Rapa Nomada (CD de Corin Curschellas, avec Django Bates, Steve Argüelles, Mike Mondesir, Benoit Delbecq, Ashley Slater, MGB)
- 1995 - Tenga Nina (CD de Jacques Thollot, Les Disques Nato, Produit par Jean Rochard)
- 1995 - Racines Radicales (LP, avec Daunik Lazro, Jacques Veillé, Christian Rollet, Rectangle)
- 1995 - Mad Nomad(s) (CD de Henri Texier, Label Bleu)

### Audio films (Winter & Winter)
- 2008 - Toi-Même (CD, avec Han Bennink, Otto Lechner, Kevin Blechdom, John Giorno, Jean-Louis Costes, Brad Jones, Laetitia Shériff, Winter & Winter)
- 2005 - Der Kastanienball (CD, avec Jean-Louis	Costes, Jim Thirlwell, Steve Beresford, Ernst Reijseger, Winter & Winter)
- 2004 - Cabaret Modern (CD, avec Red, Giovanna Cacciola, John Greaves, Jean-Louis Costes, Winter Winter)
- 1999 - Au Bordel - Souvenirs de Paris (CD, avec Sasha Andres, Lol Coxhill, Dom Farkas, Charlie O., Christophe Minck, Winter & Winter)

### Musique ancienne & contemporaine
- 2016 - Missa sobre las vocês (Renaissance Series), Cristobal de Morales(Digital Release, Noël Akchoté Downloads)
- 2016 - Canti, Alexander Agricola (Digital Release, Noël Akchoté Downloads)
- 2016 - Pu Wijnuej We Fyp (Arranged For Guitar), Iannis Xenakis (Digital Release, Noël Akchoté Downloads)
- 2015 - Chants Vol. 1 to 10, Hildegard von Bingern (Digital Release, Noël Akchoté Downloads)
- 2015 - Triadic Memo Pickups (Arranged For Guitar), Morton Feldman (Digital Release, Noël Akchoté Downloads)
- 2015 - Chants Vol. 1 to 10, Hildegard von Bingern (Digital Release, Noël Akchoté Downloads)
- 2015 - Nuits (12 Voices Choral, Arranged For Guitar), Iannis Xenakis (Digital Release, Noël Akchoté Downloads)
- 2015 - Pérotin – Sederunt & Viderunt (Arranged For Guitar), Pérotin (Digital Release, Noël Akchoté Downloads)
- 2014 - Complete Works (Codex de Chantilly), Solage (Digital Release, Noël Akchoté Downloads)
- 2014 - Complete Works (Codex de Chantilly), Baude Cordier Digital Release, Noël Akchoté Downloads)
- 2014 - Deo Gratias (For 36 Voices), Johannes Ockeghem (Digital Release, Noël Akchoté Downloads)
- 2014 - Missa Tu es Petrus (For 18 Voices), Giovani Pierluigi da Palestrina (Digital Release, Noël Akchoté Downloads)
- 2014 - Lagrime di San Pietro (Motet for 7 Voices), Orlando di Lasso (Digital Release, Noël Akchoté Downloads)
- 2014 - Marenzio : Madrigals Vol. 1, Luca Marenzio (Digital Release, Noël Akchoté Downloads)
- 2014 - Madrigals, Il Primo Libro, Girolamo Frescobaldi (Digital Release, Noël Akchoté Downloads)
- 2014 - Chansons Vol. 1, Josquin des Près (Digital Release, Noël Akchoté Downloads)
- 2014 - Sacred Works Vol. 1 (Motet for 4 Voices), Josquin des Près (Digital Release, Noël Akchoté Downloads)
- 2014 - Works (Rondeaux), Gilles Binchois (Digital Release, Noël Akchoté Downloads)
- 2014 - Works Vol. 1, Clément Janequin (Digital Release, Noël Akchoté Downloads)
- 2014 - Spem in Alium (Motet for 40 Voices), Thomas Tallis (Digital Release, Noël Akchoté Downloads)
- 2013 - Works Vol. 2, Orlando di Lasso (Digital Release, Noël Akchoté Downloads)
- 2013 - Works Vol. 1, Orlando di Lasso (Digital Release, Noël Akchoté Downloads)
- 2013 - Sacred Works Vol. 1, GiovanniPierluigi da Palestrina (Digital Release, Noël Akchoté Downloads)
- 2013 - Machaut Integral, Vol. 3: Sacred Works, Guillaume de Machaut (3 x Digital Release, Noël Akchoté Downloads)
- 2013 - Machaut Integral, Vol. 2: Virelais, Remède de Fortune, Double Hoquet & Lais, Guillaume de Machaut (3 x Digital Release, Noël Akchoté Downloads)
- 2013 - Machaut Integral, Vol. 1: Ballades & Rondeaux, Guillaumede Machaut (3 x Digital Release, Noël Akchoté Downloads)
- 2013 - Cheap Imitation, John Cage (Digital Release, Noël Akchoté Downloads)
- 2013 - String Quartet in Four Parts, John Cage (Digital Release, Noël Akchoté Downloads)
- 2012 - Il Primo Libro De Madrigali For Five Voices (For Guitar), Claudio Monteverdi (Digital Release, Noël Akchoté Downloads)
- 2012 - Tenebrae Responsories For Maundy Thursday, For Good Friday & For Holy Saturday, Carlo Gesualdo (Digital Release, Noël Akchoté Downloads)
- 2012 - Pavanas, Luis de Milán (Digital Release, Noël Akchoté Downloads)
- 2012 - Suite en Ré mineur, Robert de Visée (Digital Release, Noël Akchoté Downloads)
- 2012 - La Messe De Nostre Dame, Guillaume De Machaut (Digital Release, Noël Akchoté Downloads)
- 2011 - Carlo Gesualdo, Madrigals For Five Voices : Integral (Libro I - Libro VI) (1st & 2nd Edition, 6 X Digital Release, Noël Akchoté Downloads)
- 2011 - Gaspar Sanz, Gaspar Sanz (1640 - 1710) (Digital Release, Noël Akchoté Downloads)

### AvecDavid Grubbs
- 2002 - Rickets & Scurvy (CD & LP, Drag City)
- 2001 - Thirty-Minute Raven (Rectangle, Drag City)
- 2000 - Aux Noctambules (Rectangle)
- 2000 - The Spectrum between (Mini CD, Drag City)
- 1999 - The Coxcomb (LP, CD, Rectangle)

### AvecThe Recyclers
- 1997 - Morceaux Choisis (avec Sasha Andres, Ignatus, Katerine & Irène Jacob, Rectangle)
- 1997 - Visit (Deux Z)
- 1996 - The Recyclers (Rectangle)
- 1994 - Rhymes (Deux Z)

### Avec Max Nagl
- 2010 - Sortiléges / Big Four (CD avec Max Nagl, Steven Bernstein, Brad Jones, Extraplatte)
- 2007 - Big Four Live (CD avec Max Nagl, Steven Bernstein et Brad Jones, Hatology)
- 2002 - Big Four (CD avec Max Nagl, Steven Bernstein et Brad Jones, Hatology)
- 2001 - Ramasuri (CD de Max Nagl Ensemble, Hatology)
- 2001 - The Evil Garden (CD de Max Nagl, avec Lol Coxhill, Patrice Héral, Josef Novotny et Julie Tippetts, November Music

### Musique de cinéma
- 2017 - Colo (de Teresa Villaverde)
- 2011 - Movies( G ) : Requiem AD (MP3, Believe Digital)
- 2011 - Movies ( F ) : Snapshots (MP3, Believe Digital)
- 2011 - Movies ( E ) : Club Bozo (MP3, Believe Digital)
- 2011 - Movies ( D ) : Uptowns & Queens (MP3, Believe Digital)
- 2011 - Movies ( C ) : Material (MP3, Believe Digital)
- 2011 - Movies ( B ) : Jacks & Jerks (MP3, Believe Digital)
- 2011 - Movies ( A ) : Pimps & Roads (MOVIES : Noël Akchoté's Soundtrack Collection, MP3, Believe Digital)
- 2011 - Elixir & French Beauty (B.O.F. des Films De John B. Root 2000-2001) (avec Fred Poulet, Emese Szabo, Ally Mac Tyana et Didier Petit, MP3, Rectangle)
- 2008 - Eagle (musiques inédites du film Mitte Ende August, de Sebastian Schipper, MP3, Believe Digital)
- 2006 - B.O.F. Les Invisibles de Thierry Jousse (avec David Grubbs, Katerine, Matmos, Red & Andrew Sharpley, Universal)
- 2002 - Nom de Code : Sacha (avec Katerine, Margot Abascal, Charlie O. et Erick Borelva, Rectangle)

## Filmographie
- 2004 - Les Invisibles (de Thierry Jousse avec Laurent Lucas, Lio, Michael Lonsdale, Margot Abascal, Les Productions Bagheera)
- 2002 - XYZ (de John B. Root, avec Ovidie, Titof, K.Sandra, Élodie Chérie)
- 2001 - Nom de Code : Sacha (court métrage de Thierry Jousse avec Katerine, Margot Abascal, Anna Karina, Les Productions Bagheera)
- 1998 - Exhibition 99 (de John B. Root, avec Dolly Golden, Coralie, Karen Lancaume, Élodie Chérie)
- 1998 - Le Jour de Noël (court métrage de Thierry Jousse avec Jacky Berroyer, Claire Denis, Antoine Chappey, Zinedine Soualem, Les Productions Bagheera)
- 1997 - Entretiens (avec Jean-Marie Straub, Danielle Huillet et Thierry Jousse) (Producteur, Rectangle)